# Dimos Siteia
Dimos Siteia (Siteia) är en kommun i Grekland.   Den ligger i prefekturen Nomós Lasithíou och regionen Kreta, i den sydöstra delen av landet, 400 km sydost om huvudstaden Aten. Antalet invånare är 27 744.